# Ok keub hak ab ruk khun samee
Ok keub hak ab ruk khun samee (อกเกือบหักแอบรักคุณสามี; conosciuta comunemente come My Husband in Law) è una serie televisiva thailandese trasmessa su Channel 3 nel 2020.

## Trama
Muey è una giovane ragazza che ama il figlio dell'amica di sua madre. Sebbene Muey lo ami, Thian non sembra mai amare Muey, invece la prende sempre in giro, la prende in giro e talvolta la prende in giro. Muey non si è mai arrabbiata né ha mai risposto a Thian quando è diventata prepotente. Un giorno Thian fu costretto a sposare Muey solo per sbarazzarsi della moglie di un uomo potente. Dato che Thian non ha mai amato Muey come suo compagno di vita, non era d'accordo con il matrimonio.

## Personaggi
- Thianwat / "Thian", interpretato da Prin Suparat
- Nateerin / "Muey", interpretata da Nittha Jirayungyurn